# Нова Леб'яжка
Нова Леб'я́жка (рос. Новая Лебяжка) — присілок у складі Петуховського округу Курганської області, Росія.
Населення — 31 особа (2010, 88 у 2002).
Національний склад станом на 2002 рік:
- росіяни — 98 %